# Tage Eriksson (konstnär)
Tage Erik Helge Eriksson, född 8 december 1916 i Västerås, död 3 mars 2003 i Göteborg, var en svensk konstnär. Han är far till konstnären Ulf Eriksson.
Eriksson studerade vid Slöjdföreningens skola i Göteborg samt marinmålning för Lee Reynold och under studieresor till Italien, Frankrike och England. Han var en av initiativtagarna till bildandet av ABC-skolans rit- och målarskola i Göteborg. 